# Rieux-Minervois
Rieux-Minervois en francés y oficialmente, Rius de Menerbés en occitano,  es una localidad y comuna francesa, situada administrativamente en el departamento del Aude y la región de Languedoc-Roussillon, y en la región natural del Minervois. 
De 1814 a 1838, el nombre oficial de la comuna fue Mérinville.
A sus habitantes se les denomina por el gentilicio en francés  Mérinvillois.

## Demografía
| 1 939 | 2 048 | 1 879 | 1 892 | 1 868 | 2 075 |
| Para los censos de 1962 a 1999 la población legal corresponde a la población sin duplicidades (Fuente: INSEE [Consultar]) |       |       |       |       |       |

## Lugares de interés
- Iglesia románica de Santa María (siglo XII), clasificada como monumento histórico, con su peculiar planta circular, campanario hexagonal y capiteles atribuidos al Maestro de Cabestany.

## Personalidades relacionadas con la comuna
- Léopold Gourp, aviador compañero de Antoine de Saint-Exupéry.